# В пух і прах
«В пух і прах» (тур. Darmaduman) — турецький молодіжний телесеріал 2022 року у жанрі драми та створений компанією Ay Yapım і Paramount Global Content Distribution. В головних ролях — Мерт Язиджиоглу, Хафсанур Санджактутан, Аслихан Малбора, Айтач Шашмаз.
Перша серія вийшла в ефір 27 жовтня 2022 року.
Серіал має 1 сезон. Завершився 9-м епізодом, який вийшов у ефір 24 грудня 2022 року.
Режисер серіалу — Деніз Йорулмазер.
Сценарист серіалу — Дамла Серім, Беррін Текдемір.
Серіал є адаптацією американського серіалу серіалу «Беверлі-Гіллз, 90210».

## Сюжет
У центрі подій опинилася респектабельна турецька родина, яка складається з подружжя Беліз та Харуна, а також їх двох дітей Керема та Едже. Головні герої змогли досягти успіху в бізнесі і настав момент, коли вони вирішили розширити своє підприємство. Але для цього сім'ї довелося перебратися на нове місце проживання до міста. Як тільки вони приїхали у велике місто, то батькам не склало жодних труднощів відразу ж влаштуватися тут. Їм цілком комфортно, що важко сказати про їхніх дітей. Адже їм довелося залишити свою колишню школу, де було дуже багато друзів, звична обстановка та перебратися до міста, яке з самого початку видалося їм таким чужим.

## Актори та персонажі
| Актор                 | Роль         |
| --------------------- | ------------ |
| Мерт Язиджиоглу       | Керем Сервет |
| Хафсанур Санджактутан | Дерін        |
| Аслихан Малбора       | Едже Сервет  |
| Айтач Шашмаз          | Еврен        |
| Нур Феттахоглу        | Беліз Сервет |
| Неджип Мемілі         | Харон Сервет |
| Мерал Четінкая        | Айла Сервет  |
| Метін Джошкун         | Асаф Сервет  |
| Алі Онсоз             | Ягиз         |
| Бесте Джан Саглам     | Симла        |
| Умут Кая              | Гьоркем      |
| Бариш Башар           | Тамер        |
| Джем Каракая          | Рашид        |
| Мурат Капу            | Йигит        |
| Аслі Оркан            | Мати Дерін   |
| Юксель Унал           | Рухі         |
| Алтуг Гьоргю          |              |
| Дільшад Шимшек        | Севгі        |
| Мехмет Більге Аслан   | Ібрагім      |

## Сезони
| Сезон | Епізоди | Епізоди | Оригінальний показ | Оригінальний показ | Оригінальний показ |
| Сезон | Епізоди | Епізоди | Перший показ       | Останній показ     | Мережа             |
| ----- | ------- | ------- | ------------------ | ------------------ | ------------------ |
| 1     | 9       | 9       | 27 жовтня 2022     | 24 грудня 2022     | Paramount+ FOX     |

## Рейтинги серій

### Сезон 1 (2022)
| Серія      | Рейтинг (TOTAL) | Рейтинг (AB) | Рейтинг (ABC1) |
| ---------- | --------------- | ------------ | -------------- |
| 1.         | 3.66            | 2.73         | 3.26           |
| 2.         | 2.68            | 2.63         | 2.84           |
| 3.         | 2.16            | 2.16         | 1,99           |
| 4.         | 2.18            | 2.47         | 2.03           |
| 5.         | 2.14            | 2.38         | 2.51           |
| 6.         | 2.16            | 1,95         | 2.01           |
| 7.         | 1.81            | 1.77         | 1.56           |
| 8.         | 1,65            | 1.70         | 1.54           |
| 9. (фінал) | 1.38            | 1.30         | 1.39           |

## Інші версії
| Рік  | Країна | Українська назва     | Оригінальна назва    | Кількість | Кількість | В головних ролях | Компанія                    | Канал                    |
| Рік  | Країна | Українська назва     | Оригінальна назва    | сезонів   | серій     | В головних ролях | Компанія                    | Канал                    |
| ---- | ------ | -------------------- | -------------------- | --------- | --------- | --- | --------------------------- | ------------------------ |
| 1990 | США    | Беверлі-Гіллз, 90210 | Beverly Hills, 90210 | 10        | 293       | Джейсон Прістлі, Шеннен Догерті, Дженні Гарт, Ян Зірінг, Габрієль Картеріс, Люк Перрі, Браян Остін Грін, Торі Спеллінг | CBS Television Distribution | Fox Broadcasting Company |